# El Sifón
El Sifón es una ranchería del municipio de Navojoa ubicada en el sur del estado mexicano de Sonora, en la zona del valle del río Mayo. Según los datos del Censo de Población y Vivienda realizado en 2010 por el Instituto Nacional de Estadística y Geografía (INEGI), El Sifón tiene un total de 313 habitantes. Fue fundado en los años 1960 como una congregación.

## Geografía
El Sifón se sitúa en las coordenadas geográficas 27°16′27″ de latitud norte y 109°47′06″ de longitud oeste del meridiano de Greenwich, a una elevación de 55 metros sobre el nivel del mar.